# Водорозподільна система
Водорозподі́льна систе́ма (рос. водораспределительная система; англ. water distribution system; нім. Wasserverteilungssystem n) — комплекс трубопроводів, помпового та іншого спеціального обладнання нафтових промислів для подавання води до свердловин нагнітальних.
Водорозподільна система буває кільцевою, променевою і лінійною. 
Кільцеві водорозподільні системи будують на значних за площею (круглої або овальної форми) родовищах.
Відрізняються найбільш високою надійністю внаслідок наявності спеціальних перемичок, що дають змогу оперативно вимикати із схеми аварійні ділянки водорозподільної системи. До комплексу споруд водорозподільної системи входять водозабір, водоочисна станція, магістральні і підвідні водоводи, підземні резервуари чистої води, кущові помпові станції, водоводи високого тиску, нагнітальні лінії і свердловини. Магістральні водоводи звичайно діаметром 800—1200 мм розраховуються на тиск до 3 МПа.
Діаметр водоводів високого тиску 100—150 мм, максимальний робочий тиск до 25 МПа, пропускна здатність до 2000 м3/добу.
До трубопроводів цього типу під'єднують одну (при діаметрі 100 мм) або дві (150 мм) нагнітальні свердловини. Усі водоводи системи заводнення зроблено із суцільнотягнутих безшовних сталевих труб. Одна кущова помпова станція забезпечує водою до 14 нагнітальних свердловин; працює на повному автоматичному режимі. Для попередження корозійного руйнування обладнання, особливо під час нагнітання стічних вод, на помпових насосних станціях установлюються дозувальні помпи подавання інгібіторів корозії у водоводи високого тиску.